# Florin Vidamski
Florin Vidamski (n. 1 iunie 1976, Brașov) este actor, regizor de teatru si profesor de actorie                   
- Doctor in Teatru (2016) - Universitatea de Arta Teatrala si Cinematografica "I.L. Caragiale" Bucuresti.

- A absolvit Facultatea de Teatru (1999) din cadrul Universității Babeș-Bolyai, Cluj-Napoca, specializarea Actorie.

- În prezent este Dozent la Athanor Akademie für Theater und Film Passau [1], condusa de renumitul regizor David Esrig.

## Premii obținute:
- Premiul pentru cea mai bună interpretare masculină la Festivalul Studențesc de la Sibiu, (pentru rolul Verșînin din Trei surori, de A.P. Cehov,  regia Radu Afrim)
- Premiul de Excelență pentru Interpretare la Festivalul Internațional de Teatru "Atelier", Sfantu Gheorghe
- Marele Premiu la Festivalul LICART, București pentru regia spectacolului Începem
- Marele Premiu la Festivalul LICART, București pentru regia spectacolului Nunta
- Premiul pentru Performanța Trupei, la Festivalul de la Kisvarda, Ungaria cu spectacolul Nunta, după A.P.Cehov

## Cărți tipărite
- Drumul spre spectacol prin Metoda David Esrig. Pentru un teatru existențial, Editura Charmides/Editura Artes 2015

## Experienta profesională:
- 2007- 2009 - Manager al Teatrului Andrei Muresanu, Sf.Gheorghe
- 2007 - 2009 - Initiatorul si Directorul artistic al Intâlnirii Teatrale TAMper2 Sf.Gheorghe
- 2008 - Coordonator și responsabil al  proiectului De la cuvânt la imagine scenică (proiect condus si sustinut de Prof. Dr. David Esrig), Teatrul Andrei Muresanu - Sf. Gheorghe
- 2006 - 2007 – Consilier artistic al Studioului M, Haromszek, Sf. Gheorghe

## Actor
Teatrul Sala Mică Cluj-Napoca   
2013-2014
- Iona,Iona, de Marin Sorescu, Salina Turda, regia: Mihaela Panainte

- Medio Monte, performance, text Marian Ilea, Colonia Pictorilor Baia Mare, regia: Mihaela Panainte

Teatrul Municipal Baia Mare  
2013
- Portăreasa, Noul Locatar, de E. Ionesco, regia: Mihaela Panainte

Teatrul ATHANOR Passau (Germania)
2011
- Condamnatul, Seiltanz zwischen Tod und Liebe, nach W. Shakespeare, regia: Hunor Horvath

2009
- Soțul în filmul Katalin Varga, Regia: Peter Strickland

Teatrul “Andrei Muresanu” Sfantu Gheorghe
2007-2009
- Un bărbat - Insula, spectacol de teatru coegrafic, regia: Florin Vidamski;
- Brynslei - Black Comedy de Peter Shaffer, regia: M. Chris Nedeea;
- Daddy Gary - De mână de Sofia Freden, regia: Radu Afrim;
- Un catindat de la Percepție – D'ale carnavalului de I.L. Caragiale, regia: Traian Șoimu;
- Tatăl – Lucia patinează de Laura Sintija Černiauskaitė, regia: Radu Afrim;

2004- 2006
- Cassio - Hothello Latino, dupa W. Shakespeare, regia: Theo Herghelegiu;
- Fratele 1 Pop - David’s Boutique, de Radu Afrim, regia:Radu Afrim;
- Jonathan - Acea zi de vineri/ august, 1982, dupa Patrick Suskind, regia: Andras Lorant;
- Trigorin - Pescărușul, A.P. Cehov, regia: Ioan Mînzatu;
- Rene Magritte - Mamamamagritte un spectacol de Horațiu Mihaiu;

2002- 2003
- Ianulea - Un prieten de cand lumea, de Radu Macrinici, regia: Ion Ieremia Ardeal;
- Versînin - Trei surori, dupa A.P. Cehov, regia: Radu Afrim;
- Tim Tooney - Novecento, Al. Barrico, în regie proprie;
- Andreas - Soldatul Pulcinella, regia: Simon Balazs, proiect european Cultura 2000

2001- 2002
- Povestitoru l- MM, Stefan Caraman, regia: Istvan K. Szabo;
- Pepe Romano – Alge Bernarda House Remix, după F. Garcia Lorca, regia: Radu Afrim;

Teatrului National  Lucian Blaga Cluj Napoca
2000- 2001
- Detinut 0711- Penitenciar, Leonid Andreev, regia: Gelu Badea;
- Gigi - Titanic vals de T. Musatescu, regia: Traian Savinescu;
- Slabu l- Ithaca Dream, dupa Slawomir Mrozek, regia: M.Chris. Nedeea;

Teatrul Național Târgu Mureș
1999- 2000
- Magistratu l- Job, dupa Jean Raymond, regia: Radu Afrim;
- Fratele mic - Invierea, L. Blaga, regia: Anca Bradu;
- Fleance - Macbeth, W. Shakespeare, regia: Stefan Iordanescu;

Universitatea Babeș- Bolyai Cluj Napoca
1995- 1999
- Vanitosul - Micul Print;
- Petea Trofimov - Livada de visini, de A.P. Cehov;
- Lysander - Visul unei nopti de vara, W. Shakespeare;
- Tomski - Dama de pica, Puskin, regia: Sorin Misiriantu;
- Jean - Setea si foamea, de Eugen Ionesco;
- Verșinîn – Trei surori, de A.P. Cehov, regia Radu Afrim;

## Regizor
2005-2007
- Free, după nuvela Pana de automobile, de F.Dürrenmatt, Studio M, Haromszek,Sf. Gheorghe;
- Totek de Orkeny Istvan Studio M, Haromszek, Sf. Gheorghe;
- Insula, spectacol de teatru coregrafic, Teatrul Andrei Muresanu, Sf. Gheorghe;
- Nunta după A.P.Cehov, Teatrul Andrei Muresanu, Sf. Gheorghe;
- Nunta, după A.P.Cehov, Teatrul Figura, Gheorgheni;
- Novecento, după Alessandro Barrico, Teatrul Andrei Muresanu, Sf. Gheorghe;
- Telefon Ceresc, după romanul Noaptea, de Ellie Wisel, Trupa Ecou a Colegiului Național Mihai Viteazul, Sf. Gheorghe;
- Incepem după I.L. Caragiale,  Trupa “Ecou” a Colegiului Național Mihai Viteazul din Sf.  Gheorghe;
- Nunta, după A.P.Cehov,  Trupa Ecou a Colegiului Național  Mihai Viteazul, Sfantu Gheorghe;
- Romeo si Julieta?, Trupa Ecou a Colegiului Național  Mihai Viteazul, Sfantu Gheorghe;

## Participari la Ateliere/ Workshop-uri:
- workshop Dan Puric, 1999/2000;
- workshop international cu trupa de dans contemporan Christine Bastin;
- colaborare cu Peter Zumstein (Elveția) la proiectul Head over Heels,ArtistNe(s)t al ProHelvetia
- worshop internațional cu Andrei Șerban, Arcuș, 2004;
- atelierul de formare profesională În căutarea teatrului existențial- 1 (2007- condus de Prof. Dr. David Esrig)
- atelierul de regie-teatru, din cadrul Festivalului Internațional Shakespeare, Craiova-București, 2008;
- atelierul de formare profesională De la cuvânt la imagine scenică, (condus de Prof. Dr. David Esrig)
- atelierul de formare profesională In cautarea teatrului existential- 3, (condus de Prof. Dr. David Esrig, Burghausen, Deutschland, 2009)
- atelierul de formare profesională In cautarea teatrului existential-4,(condus de Prof. Dr. David Esrig, Burghausen, Deutschland, 2010)

## Participări la festivaluri
2006-2009
- Festivalul  TAMPERE – Finlanda, Nitra cu spectacolul Trei surori, 2006
- Festivalului Internațional de Teatru Contemporan Auawirleben din Berna, Elveția, cu spectacolul Cu capu’n nori, 2007
- Festivalul Teatro Europeo, Torino, Italia, 2007,  cu spectacolul MaMaMAGRITTE
- Teatrul FARO -  Insula, regia: Florin Vidamski, spectacol invitat de  Institutul Cultural Român Lisabona, Portugalia, noiembrie 2007
- Babel Fest-Târgoviște, cu spectacolul Insula, 2007
- Festivalul Național de Teatru- București, 2007 cu spectacolul Insula
- Festivalul Fără Bariere, Satu Mare, 2007 cu spectacolul Insula
- Proiectul AMPRENTA, CNDB  București, 2007, cu spectacolul Insula
- Festivalul de Teatru Peldez pentru tine(ri), Piatra Neamț, 2008, cu spectacolul De mână
- Bienala Internațională de teatru REFLEX, Sf. Gheorghe, 2009, cu spectacolul Lucia patinează

1995-2005
- Festivalul AltFest, Bistrița și Iași
- Festivalul Studențesc Sibiu
- Festivalul Studențesc Slobozia
- Festivalul De Teatru Clasic, Arad
- Festivalul Underground, Arad
- Festivalul Național I.L. Caragiale, București
- Festivalul Cehov, Iași
- Festivalul Gala Hop, Mangalia
- Festivalul Imagine, Târgu-Mureș
- Festivalul De Comedie, București
- Gala Teatrelor Naționale, Cluj
- DramaFest, Târgu-Mureș
- Bienala Ionescu, Chișinău
- Festivalul Sâmbetele de la Zsambeck, Ungaria
- Festivalul Black Sea, Trabzon, Turcia
- Festivalul de Teatru- Kisvarda, Ungaria
- Festivalul Internațional de la Nitra, Slovacia
- Festivalul Din Valea Artelor, Kapolcs- Ungaria
- Prezentarea spectacolului Alge, regia: Radu Afrim la Teatrul Barka, Ungaria
- Festivalul Internațional de Teatru - Sibiu
- Teatrul Dramatic din Szeged, Ungaria - cu spectacolul Nunta, regia proprie
- Teatrul Thalia Budapesta, Ungaria - cu spectacolul Nunta, regia proprie
- Teatrul de la Szombathely , Ungaria- cu spectacolul Nunta, regia proprie